# Paul Horn (Musiker)
Paul Horn (* 17. März 1930 in New York City; † 29. Juni 2014 in Vancouver) war ein US-amerikanischer Jazzmusiker, dessen Hauptinstrumente die Querflöte und (gelegentlich) das Sopransaxophon waren. Zunächst spielte er auch Klarinette und Altsaxophon. Er gilt als einer der Begründer der meditativen New-Age-Musik.

## Leben und Wirken
Horn studierte bis 1952 Musik in Oberlin und absolvierte dann seinen Master an der Manhattan School of Music. 1956 wurde er Mitglied im Sauter-Finegan Orchestra; von 1956 bis 1958 gehörte er dem Quintett von Chico Hamilton an, mit dem er bekannt wurde. In Los Angeles leitete er dann eine eigene Gruppe und arbeitete als Studiomusiker. Er ist auf Aufnahmen von Duke Ellington, Gil Evans/Miles Davis (The Time of the Barracudas 1963), Frank Sinatra,  Lalo Schifrin und Nat King Cole zu hören. Ab 1957 veröffentlichte er bereits Plattenaufnahmen als Bandleader, später dann als Solist.
Seine ersten großen musikalischen Erfolge feierte er 1966 mit der Verleihung des Grammy für seine Interpretation der Jazzmesse von Lalo Schifrin, Jazz Suite on the Mass texts. Der Erfolgsdruck trieb ihn in eine künstlerische Sackgasse; zunehmend litt er unter Drogenproblemen. Einen Ausweg suchte und fand er bei einem Aufenthalt in dem Ashram des damals sehr populären Guru Maharishi Mahesh Yogi in Rishikesh, Nordindien. Mit Hilfe der erlernten Yoga-Praktiken richtete er sich sein Leben neu ein. Seinen ca. viermonatigen Aufenthalt in Indien beendete er mit einer spontanen Aufnahme im Taj Mahal, die er für private Zwecke aufnahm. Er setzte sich dafür nach der abendlichen Schließung allein in den zentralen Raum und schickte mit seiner Querflöte Klangstrukturen in den Raum. Das entstehende Echo verwendete er anschließend bei der Gestaltung der weiteren Klangbilder. Die ursprünglich für private Zwecke bestimmten Aufnahmen wurden später unter dem Titel Inside Taj Mahal veröffentlicht und wurden nicht nur zu einem großen kommerziellen Erfolg. Das Album wird heute als Anstoß für die folgende Entwicklung der New-Age-Musik angesehen.
Nach seiner Rückkehr aus Indien betätigte sich Horn auch als Yoga-Lehrer und zog nach Victoria (British Columbia). Er nahm in der Folge weitere Alben in der Inside-Reihe auf, die im Wesentlichen nach derselben Methode, dem Spiel mit dem Echo von Bauwerken, entstanden sind. Neben diesen Aufnahmen hat er weitere Jazz- und Weltmusik-Platten produziert, etwa mit Egberto Gismonti und mit Nexus. Seit 1973 hatte er auch eine eigene Fernsehsendung in Kanada. In den späten 1970er besuchte er mehrfach China; 1983 tourte er mit David Friesen durch die damalige Sowjetunion.
2009 trat Horn beim Benefiz-Konzert „Change Begins Within“ der David Lynch Foundation for Consciousness-Based Education and World Peace in der Radio City Music Hall, New York City, auf; dabei waren u. a. auch Paul McCartney, Ringo Starr, Donovan, Ben Harper, Sheryl Crow, Eddie Vedder und Moby.
Paul Horn starb nach kurzer Krankheit am 29. Juni 2014 im Alter von 84 Jahren in seinem Zuhause im kanadischen Vancouver.

## Diskografie
- 1957 – House of Horn, Dot
- 1958 – Plenty of Horn, Dot
- 1959 – Impressions, World Pacific
- 1960 – Something Blue, HI Fi Jazz
- 1961 – Sound of Paul Horn, Columbia
- 1962 – Profile of a Jazz Musician, Columbia
- 1963 – Impressions of Cleopatra, Columbia
- 1963 – Pictures Framed in Jazz, ADA
- 1964 – Jazz Suite on the Mass Texts, RCA
- 1965 – Cycle, RCA
- 1966 – Here’s That Rainy Day, RCA
- 1966 – Monday, Monday, RCA
- 1967 – Paul Horn in India, World Pacific
- 1967 – Paul Horn in Kashmir, World Pacific
- 1969 – Inside, Epic
- 1970 – Paul Horn and the Concert Ensemble, Ovation
- 1971 – July 9/10, Pacific North
- 1972 – Inside II, Epic
- 1974 – Visions, Epic
- 1974 – Paul Horn & Nexus, Epic
- 1975 – A Special Edition, Mushroom
- 1975 – Altura Do Sol, Epic
- 1977 – Inside the Great Pyramid, Mushroom
- 1978 – Dream Machine, Mushroom
- 1980 – Paul Horn / Live at Palm Beach Casino, Bellaphon Cannes 1980
- 1982 – Concert for Baba, Inside Records
- 1982 – China, Golden Flute
- 1983 – Jazz Compositions, Melodia
- 1983 – Inside the Cathedral, Golden Flute
- 1983 – Inside the Magic of Findhorn, Golden Flute
- 1983 – Heart to Heart, Golden Flute
- 1983 – Jupiter- 8, Golden Flute
- 1984 – Inside the Power of Nature, Golden Flute
- 1984 – Live from Russia (With Love), Golden Flute
- 1985 – In Concert, Golden Flute
- 1986 – The Altitude of the Sun, Black Sun
- 1986 – Sketches, Windham Hill
- 1987 – Traveler, Kuckuck
- 1987 – The Jazz Years, Black Sun
- 1988 – The Peace Album, Kuckuck
- 1989 – Inside the Taj Mahal II, Kuckuck
- 1989 – Inside the Taj Mahal, Kuckuck
- 1990 – Nomad, Kuckuck
- 1991 – Brazilian Image, Black Sun
- 1992 – In India and Kashmir, Black Sun
- 1993 – Music, Kuckuck
- 1994 – Africa, Kuckuck
- 1997 – Inside Canyon de Chelly (With R.Carlos Nakai), Canyon Records
- 1999 – Inside Monument Valley (With R.Carlos Nakai), Canyon Records
- 2000 – Tibet – Journey to the Roof of the world, Transparent Music

Reissue Series
- 2001 – In India & Kashmir, Transparent Music
- 2001 – Africa, Transparent Music
- 2001 – Brazilian Images, Transparent Music
- 2001 – The Peace Album, Transparent Music
- 2001 – Inside the Taj Mahal I & II, Transparent Music
- 2001 – China, Transparent Music